# Cầu bộ hành

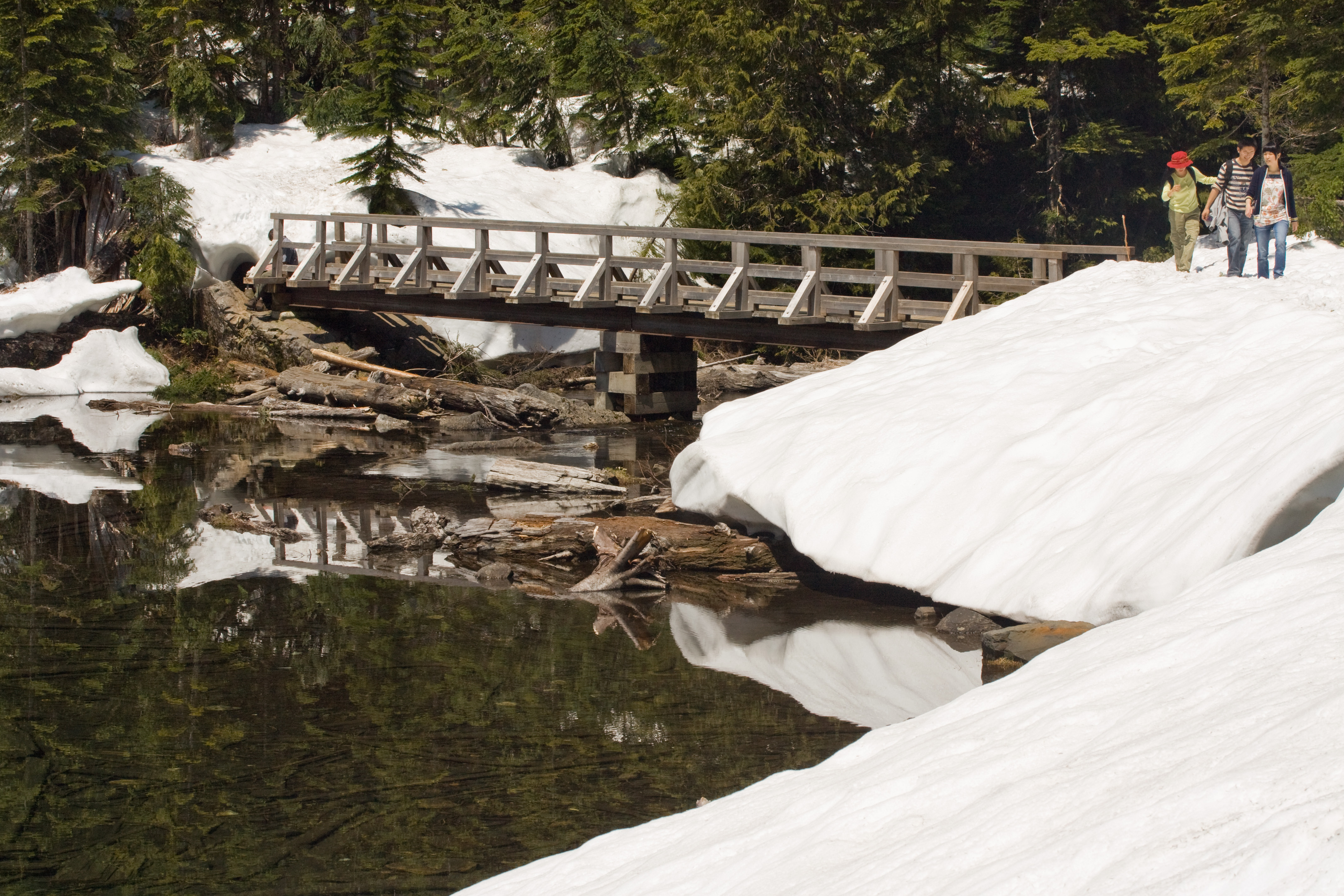
Cầu bộ hành ở rừng quốc gia núi Baker-Snoqualmie tiểu bang Washington USA.

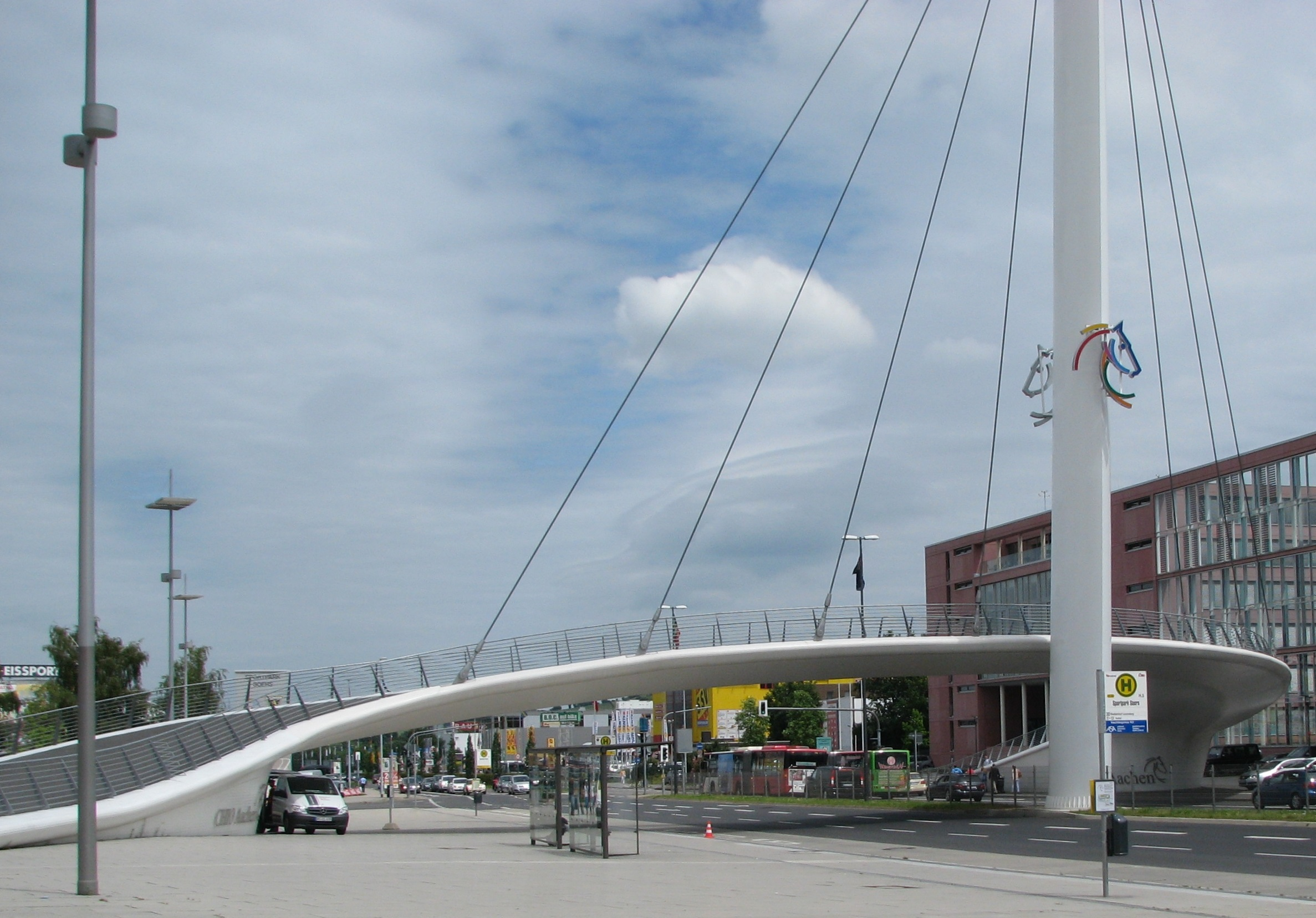
Cầu vượt cho người đi bộ tại Aachen, Đức

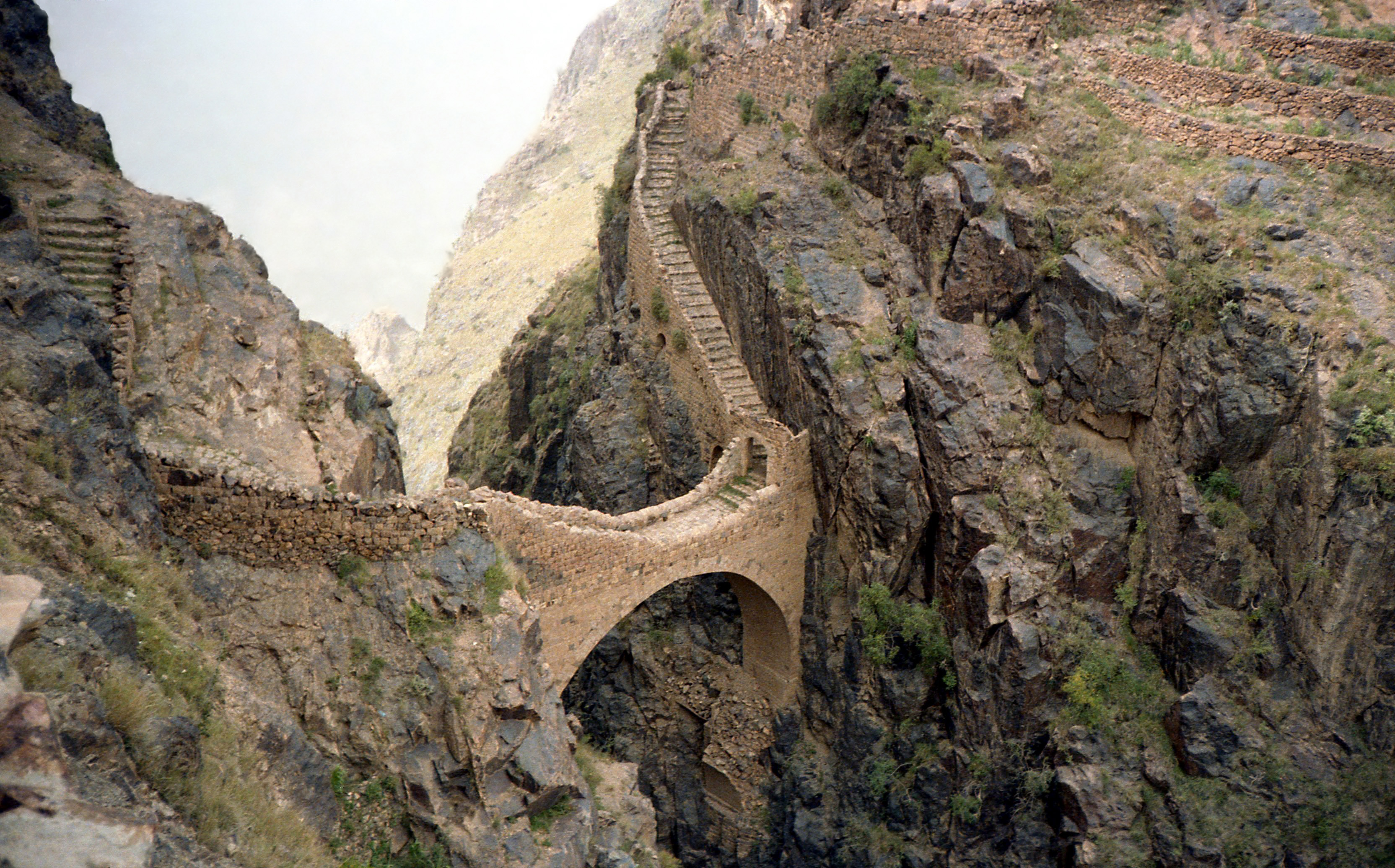
Cầu bộ hành Shaharah ở Shaharah, Yemen

Cầu bộ hành (tiếng Anh: pedestrian bridge, footbridge), là một loại cầu bắc qua đường bộ hoặc đường sắt và đôi khi là một dòng sông nhỏ, dành cho người đi bộ và đôi khi cho cả người đi xe đạp. Chức năng chính của cầu bộ hành là giúp người đi bộ có thể sang đường một cách an toàn, đồng thời đảm bảo cho dòng giao thông dưới đường không bị cản trở.
Cầu bộ hành thường đặt ở những khu vực có đông người đi bộ (khu dân cư, quảng trường) đồng thời có đường lớn dành cho nhiều phương tiện giao thông cơ giới chạy qua.
Ở nhiều nước, cầu bộ hành trở thành một công trình kiến trúc trang điểm cho đô thị.
Cầu bộ hành còn có tên khác là cầu vượt đi bộ, cầu cho người đi bộ,